# Mnet電視劇
Mnet電視劇（韓語：엠넷 TV 드라마），是由Mnet媒體編製並於韓國時間星期五晚上10:50播出的電視劇，本時段已於2015年6月25日正式廢止。

## 放送期間
| 播放頻道 | 播放時段                        |
| -------- | ------------------------------- |
| Mnet     | 逢星期五晚上 10:50 - 0:50 (KST) |

## 電視劇列表
| 播放日期                      | 劇名                              | 主演                                                            | 編劇          | 導演          | 集數 | 備註      |
| 2013年5月17日－ 2013年8月2日  | Monstar （몬스타）                | 龍俊亨、夏沇秀、姜河那、安內相                                  | 鄭允晶        | 金元錫        | 12   | 與tvN同播 |
| 2013年                        | Hero （히어로）                   |                                                                 |               |               |      |           |
| 2014年2月21日－ 2014年3月14日 | MiMi （미미）                     | 沈昌珉、文佳英、申賢彬                                          | 徐宥善        | 宋昌秀        | 4    |           |
| 2014年7月31日－ 2014年9月4日  | Entertain Us （엔터테이너스）     | 尹鍾信、Muzie、曹政治、金藝琳、TEEN TOP                         |               | 朴俊秀        | 6    |           |
| 2015年1月9日－ 2015年3月27日  | 七顛八起具海拉 （칠전팔기구해라） | 閔孝琳、郭時暘、振永、劉憲華、朴廣善、柳星恩                    | 申明珍 鄭秀賢 | 金勇泛 安俊英 | 12   | 與tvN同播 |
| 2015年4月2日－ 2015年6月25日  | The Lover （더러버）              | 吳正世、柳賢慶、鄭俊英、崔汝珍、朴鍾煥、夏恩雪 寺田拓哉、李在濬 | 金珉碩        | 金泰恩        | 12   |           |

## 外部連結
- MnetTV 官方網頁
- 七顛八起具海拉 官方網頁
- The Lover 官方網頁
- MiMi 官方網頁